# Dannevigia tusca
Dannevigia tusca är en fiskart som beskrevs av Whitley, 1941. Dannevigia tusca ingår i släktet Dannevigia och familjen Ophidiidae. Inga underarter finns listade i Catalogue of Life.